# Max Braun
Wilhelm Max Braun (25. října 1890 Schillgallen Východní Prusko – 6. listopadu 1951 Frankfurt nad Mohanem) byl německý inženýr, vynálezce, výtvarník a podnikatel.
V roce 1921 založil ve Frankfurt-Bockenheim na Jordanstraße firmu Braun, která tvořila jádro pozdějšího výrobce elektrospotřebičů Braun. Zemřel v roce 1951 náhle na srdeční infarkt. Po jeho smrti se firma jeho synů Artura (1925–2013) a Erwina (1921–1992) pozvedla a úspěšně pokračovala. V roce 1967 tuto společnost prodali za 200 milionů německých marek americké společnosti Gillette Company, kterou v roce 2005 převzala americká společnost Procter & Gamble.